# Federico Coen
Federico Coen (Roma, 23 settembre 1928 – Roma, 7 luglio 2012) è stato un giornalista e politico italiano.

## Biografia
Di famiglia urbinate, era figlio dell'avvocato Emilio Coen; il nonno era Federico Coen, che fu assessore al Comune di Urbino e sostenitore della Società di Mutuo Soccorso, del Monumento a Raffaello, delle Terme di Petriano e dell'Asilo Valerio e fondatore della Banca Metaurense; il nonno Alessandro, dalla segregazione del ghetto, con l'Unità d'Italia venne eletto nel primo consiglio comunale di Urbino il 4 gennaio 1861.
Esordì con la "professione di funzionario parlamentare alla quale egli approdò dopo avere superato un concorso nazionale estremamente severo per l'ingresso nei ruoli dirigenziali dell'amministrazione del Senato della Repubblica".
Componente della direzione del Partito Socialista Italiano, partecipò al dibattito culturale nella sinistra: tra il 1963 ed il 1964, quando il centro-sinistra esordì con il primo governo organico guidato da Aldo Moro, un suo articolo sulla rivista Mondoperaio "ad esempio decise di dare ampio risalto alle politiche impostate dai laburisti inglesi sul piano economico e nel governo della rivoluzione scientifica dei primi anni Sessanta".
Fu poi direttore della rivista Mondoperaio, a partire dal 1973: in quel frangente fu strategico il fatto che Coen fosse stato tra i collaboratori di Antonio Giolitti e che si fosse specializzato in quel gruppo che aveva affiancato l’ex deputato del PCI uscito dal partito di Togliatti dopo i fatti del 1956: "da quel momento le porte della rivista si aprirono in maniera più strutturale verso personalità come (...) Luciano Cafagna, cui sono da aggiungere uomini come Giorgio Ruffolo, Giuliano Amato, Federico Mancini, Gino Giugni, Luciano Vasconi, Stefano Rodotà, Luciano Pellicani e Franco Bassanini.
L'esperienza direttiva cessò nel 1985, anno in cui si consumò la rottura politica con Bettino Craxi: "si sarebbe candidato, senza successo, due anni dopo al Senato nella Sinistra indipendente, cioè del Pci di Natta e Occhetto".
Con il dissidente cecoslovacco Antonin Jaroslav Liehm fondò l'edizione italiana della rivista europea Lettera Internazionale, che dirigerà sino al 2009.
Fu socio dell'Associazione Nazionale del Libero Pensiero "Giordano Bruno".